# Abierto Mexicano de Gimnasia Acapulco 2011
El Abierto Mexicano de Gimnasia en Acapulco. Fue un evento que se llevó a cabo los días 9 y 10 de diciembre en el hotel Fairmont Acapulco Princess del puerto de Acapulco, siendo esta la primera edición, en donde se tuvo la participación de Grandes Potencias del Mundo de la Gimnasia Artística. En la inauguración estuvo la legendaria gimnasta Nadia Comaneci.
Varonil y Femenil con Medallistas Olímpicos y Mundiales. El formato de competencia será el All Around Individual. Por equipos las parejas competirán previamente sorteadas en la Conferencia de Prensa.

## Países participantes
| - Australia - Canadá - China - Colombia - España - Estados Unidos | - Reino Unido - Rumania - Rusia - México - Japón |

## Gimnastas

### Gimnasia Varonil
- Sergey Khorokhordin
- Daniel Purvis
- Rafael Martínez
- Marius Daniel Berbecar
- Liao Qiuhua
- Masahiro Yoshida
- Jorge Hugo Giraldo
- Danell Leyva
- Daniel Corral
- Santiago López

### Gimnasia Femenil
- Ksenia Afanaseva
- Lauren Mitchell
- Catalina Escobar
- Mikaela Dawn Gerber
- Tan Sixin
- Christine Lee
- Mai Yamagishi
- Yessenia Estrada
- Alexa Moreno

## Programa
Viernes 9 de diciembre
- 10:00 a. m. –12:00 p. m. Entrenamiento General
- 4:00 p. m. – Invitada toda la prensa a la Foto Oficial del Comité Organizador del Abierto Mexicano de Gimnasia (dentro de Salón del Abierto Mexicano de Gimnasia)
- 7:00 p. m. – 7:15 p. m. Inauguración
- 7:15 p. m. – 9:00 p. m. Competencia All Around Individual
- GAV: Piso, Arzones, Anillos GAF: Salto y Barras Asimétricas
- 9:00 – 9:30 p. m. Fotos y Autógrafos GIMNASTAS (* Stand AMG )

Sábado 10 de diciembre
- 10:00 a. m. Nadia Comaneci recibe las llaves de la ciudad en el Ayuntamiento.
- 10:00 a. m. – 12:00 p. m. Entrenamiento general.
- 6:00 p. m. – 8:00 p. m. Competencia All Around Individual
- GAV: Salto, Barras Paralelas y Barra Fija
- GAF: Viga de Equilibrio y Manos Libres
- 8:00 p. m. – 8:20 p. m. Ceremonia de entrega de premios
- 8:30 p. m. – 9:15 p. m. Gala Folklórica de Gimnasia – Clausura

## Parejas
El 7 de diciembre del 2011 se llevó a cabo el sorteo para designar a las parejas. Con la presencia de la rumana Nadia Comăneci y la mexicana Cinthia Váldez las cuales sacaron los papeles del sorteo.
- Daniel Purvis —  Catalina Escobar
- Jorge Hugo Giraldo —  Mikaela Dawn Gerber
- Daniel Corral —  Mai Yamagishi
- Danell Leyva —  Christine Jennifer Lee
- Rafael Martínez —  Ksenia Afanaseva
- Marius Berbecar —  Yessenia Estrada
- Santiago López —  Emily Little
- Masahiro Yoshida —  Catalina Escobar
- Sergey Khorokhordin —  Emily Little

### Mejores Parejas
| Gimnasta                            | Puntos |
| ----------------------------------- | ------ |
| Danell Leyva Christine Jennifer Lee | 144.85 |
| Rafael Martínez Ksenia Afanaseva    | 144.70 |
| Daniel Purvis Catalina Escobar      | 140.55 |

## Medallero
La rusa Ksenia Afanaseva y el estadounidense Danell Leyva fueron los medallistas de oro en el campeonato femenil y varonil respectivamente. El mexicano Daniel Corral quedó en cuarto lugar en el campeonato varonil con 87.350 puntos, y la mexicana Yessenia Estrada quedó quinto lugar con un total de 52.600 puntos.

### Gimnasia Varonil
| Gimnasta            | Puntos | Medalla |
| ------------------- | ------ | ------- |
| Danell Leyva        | 89.350 | Oro     |
| Daniel Purvis       | 88.700 | Plata   |
| Sergey Khorokhordin | 87.700 | Bronce  |

### Gimnasia Femenil
| Gimnasta               | Puntos | Medalla |
| ---------------------- | ------ | ------- |
| Ksenia Afanaseva       | 58.150 | Oro     |
| Christine Jennifer Lee | 55.500 | Plata   |
| Mai Yamagishi          | 55.000 | Bronce  |